# Seznam ostrovů Francie v Africe
Ostrovy Francie v Africe. Jedná se o ostrovy v jižním v Indickém oceánu východně a západně od Madagaskaru náležející k Mayotte, Réunionu a Roztroušeným ostrovům.

## Podle velikosti

### Obydlené ostrovy a ostrovy větší než 0,8 km²
|   | ostrov          | francouzsky          | rozloha (km²) | pobřeží (km) | max.nadm. výška (m) | nejvyšší vrchol  | počet obyvatel | hustota zalidnění | největší sídlo       | département / část zámořské Francie | poloha souostroví   | lokalizace                       |
| - | --------------- | -------------------- | ------------- | ------------ | ------------------- | ---------------- | -------------- | ----------------- | -------------------- | ----------------------------------- | ------------------- | -------------------------------- |
| 1 | Réunion         | La Réunion           | 2 512,00      | —            | 3 069               | Piton des Neiges | 833 943        | 331,98            | Saint-Denis          | Réunion                             | Maskarény           | 21°8′24″ j. š., 55°30′36″ v. d.  |
| 2 | Mayotte         | Grande-Terre         | 363,00        | —            | 660                 | Benara           | 227 245        | 626,02            | Mamoudzou            | Mayotte                             | Komorské ostrovy    | 12°49′12″ j. š., 45°9′ v. d.     |
| 3 | Europa          | Île Europa           | 28,00         | 22,2         | 7                   | —                | 12             | 0,43              | —                    | TAAF                                | Roztroušené ostrovy | 22°21′36″ j. š., 40°21′36″ v. d. |
| 4 | Malý Mayotte    | Petite-Terre         | 10,95         | —            | 203                 | La Vigie         | 29 273         | 2 673,33          | Dzaoudzi             | Mayotte                             | Komorské ostrovy    | 12°47′6″ j. š., 45°17′6″ v. d.   |
| 5 | Juan de Nova    | Île Juan de Nova     | 5,10          | 12,70        | 12                  | —                | 14             | 2,75              | —                    | TAAF                                | Roztroušené ostrovy | 17°3′18″ j. š., 42°43′30″ v. d.  |
| 6 | Velký Glorieuse | Île Grande Glorieuse | 4,80          | 8,10         | 12                  | —                | 11             | 2,29              | —                    | TAAF                                | Roztroušené ostrovy | 11°34′48″ j. š., 47°17′53″ v. d. |
| 7 | Mtsamboro       | L'îlot M'Tsamboro    | 2,60          | —            | 273                 | —                | 20             | 7,69              | —                    | Mayotte                             | Komorské ostrovy    | 12°38′24″ j. š., 45°1′48″ v. d.  |
| 8 | Mbouzi          | L'îlot M'Bouzi       | 0,89          | 4,63         | 153                 | Grand sommet     | —              | —                 | —                    | Mayotte                             | Komorské ostrovy    | 12°48′36″ j. š., 45°14′6″ v. d.  |
| 9 | Tromelin        | Île Tromelin         | 0,83          | 3,70         | 7                   | Point Marrec     | 3              | 3,61              | Station Serge Frolow | TAAF                                | Roztroušené ostrovy | 15°53′28″ j. š., 54°31′23″ v. d. |

### Neobydlené ostrovy větší než 1 ha
|    | ostrov             | komorsky           | rozloha (ha) | pobřeží (km) | max.nadm. výška (m) | nejvyšší vrchol | département / část zámořské Francie | poloha souostroví | lokalizace                       |
| -- | ------------------ | ------------------ | ------------ | ------------ | ------------------- | --------------- | ----------------------------------- | ----------------- | -------------------------------- |
| 10 | Bandrélé           | Chissioua Bandrélé | 38,00        | —            | 51                  | —               | Mayotte                             | Komory            | 12°54′ j. š., 45°13′48″ v. d.    |
| 11 | Lys                | —                  | 21,47        | 2,15         | —                   | —               | TAAF                                | Glorieuses        | 11°30′ j. š., 47°22′1″ v. d.     |
| 12 | Malandzamiayajou   | Malandzamiayajou   | 11,75        | 1,85         | —                   | —               | Mayotte                             | Komory            | 12°40′48″ j. š., 45°3′36″ v. d.  |
| 13 | Malandzamiayatsini | Malandzamiayatsini | 8,96         | 1,93         | —                   | —               | Mayotte                             | Komory            | 12°40′12″ j. š., 45°3′ v. d.     |
| 14 | Handréma           | Chissioua Handréma | 8,07         | —            | 32                  | —               | Mayotte                             | Komory            | 12°40′12″ j. š., 45°6′36″ v. d.  |
| 15 | Bouni              | Chissioua Mbouini  | 7,80         | —            | 17                  | —               | Mayotte                             | Komory            | 13°0′7″ j. š., 45°8′17″ v. d.    |
| 16 | Bambo              | Chissioua Bambo    | 6,31         | —            | 29                  | —               | Mayotte                             | Komory            | 12°56′24″ j. š., 45°12′ v. d.    |
| 17 | Karoni             | Chissioua Karoni   | 5,22         | —            | 43                  | —               | Mayotte                             | Komory            | 12°55′12″ j. š., 45°8′24″ v. d.  |
| 18 | Aombe              | Gombé Ndroumé      | 1,89         | —            | —                   | —               | Mayotte                             | Komory            | 12°45′ j. š., 45°16′59″ v. d.    |
| 19 | Sada               | Chissioua Sada     | 1,87         | —            | —                   | —               | Mayotte                             | Komory            | 12°50′46″ j. š., 45°5′29″ v. d.  |
| 20 | Kakazou            | —                  | 1,61         | —            | —                   | —               | Mayotte                             | Komory            | 12°46′16″ j. š., 45°15′32″ v. d. |